# Liste des évêques de Verdun
Liste des évêques de Verdun  :

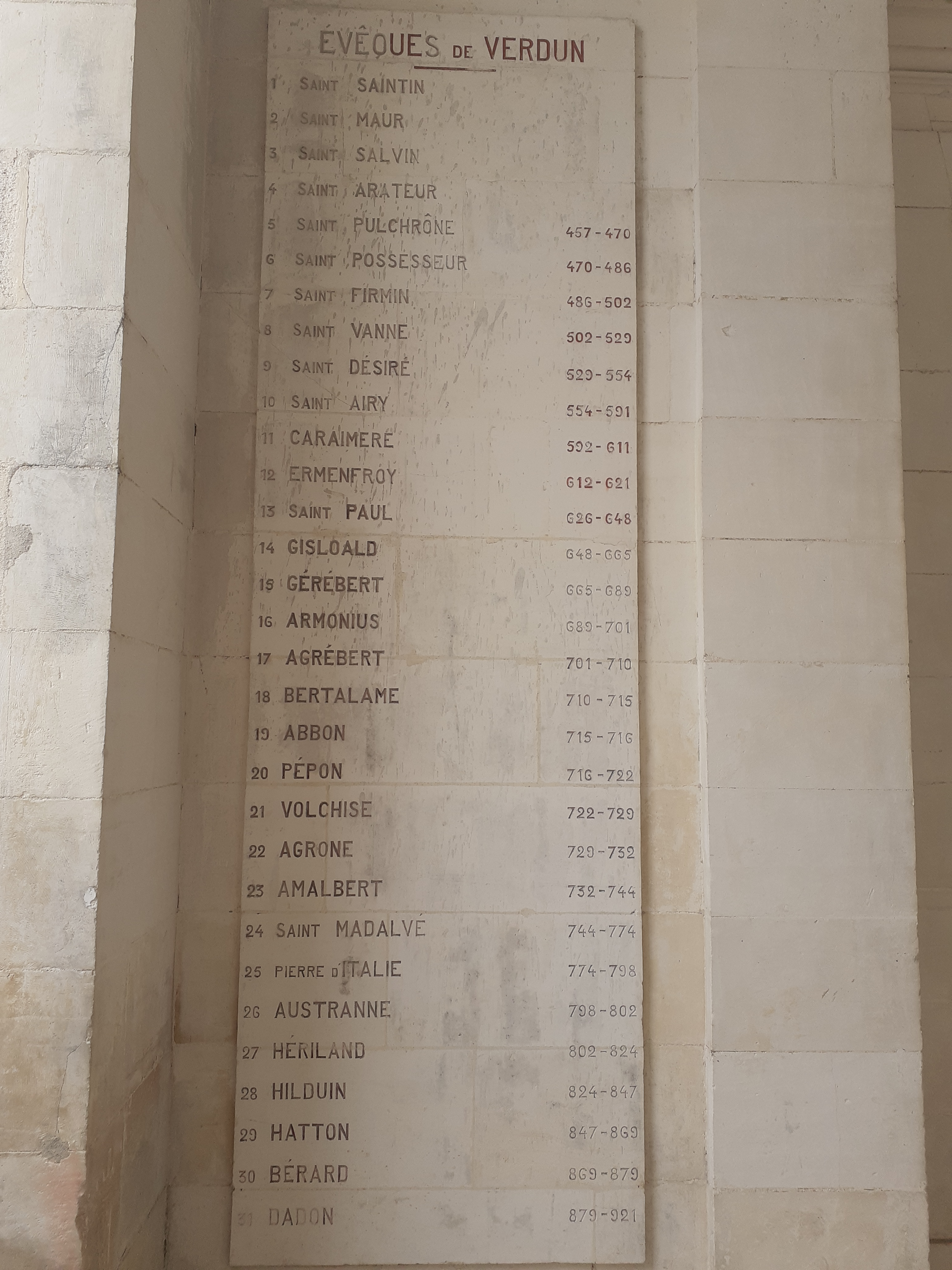
Liste des premiers évêques de Verdun gravée sur une stèle de la cathédrale Notre-Dame.

Selon certaines hypothèses, quelques évêques du diocèse de Verdun, au Ve siècle et au VIe siècle, auraient pu  s'exiler devant l'avancée franque en Rhénanie, et se replier dans le bassin parisien, notamment dans le diocèse de Chartres, où l'on retrouve mention de Polychronius et Possessor.

## IVesiècle
- 346-356 : Saint Saintin[1] (Sanctinus)
- 356-383 : Saint Maur (Maurus)

## Vesiècle
- ???-420 : Salvin (Salvinus)
- vers 440 : Arateur (Arator)
- 454-470 : Pulchrone (Pulchronius ou Polychronius)
- 470-486 : Possesseur (Possessor)
- 486-502 : Firmin (Freminus)

## VIesiècle
- 502-529 : Vanne (Vitonus)
- 529-554 : Désiré (Desideratus)
- 554-591 : Airy (Agericus)
- 592-611? : Caraimère (Charimir)

## VIIesiècle
- vers 614 : Harimer (Harimeris)
- 612?-621 : Saint Ermenfroy (Ermenfred)
- 623-626 : Godo
- 626?-648 : Paul (Paulus)
- 648-665 : Gisloald
- 665-689 : Gérébert (Gerebert)
- 689-701 : Armonius

## VIIIesiècle
- 701-710 : Agrébert (Agrebert)
- 710?-715 : Bertalame (Bertalamius)
- 715?-716 : Abbon (Abbo)
- 716-722 : Pepon (Pepo)
- 722-729 : Volchise (Volchisus)
- 729-732 : Agrone (Agronius)
- 732-744 : Amalbert
- 744?-774 : Saint Madalvé (Maulve, Madalveus)
- 774-798 : Pierre d’Italie
- 798-802 : Austranne (Austram)

## IXesiècle
- 802-824 : Hériland (Heriland)
- 824-847 : Hilduin (ru)
- 847-869? : Hatton (ru)
- 869?-879 : Bérard[2]
- 879-921? : Dadon, fille de Radald et de Rotrude (sœur du précédent)

## Xesiècle
- 921?-925 : Hugues Ier
- 925-939 : Barnoin ou Bernoin, fils de Matfried Ier, comte de Metz et de Lantesinde (sœur de Dadon)
- 939-959 : Bérenger
- 959-983 : Wigfrid
- 983-984 : Hugues II
- 984-984 : Adalbéron II de Metz, qui devint ensuite évêque de Metz
- 984-988 : Adalbéron II de Verdun, cousin du précédent
- 988-1024 : Haymon

## XIesiècle
- 1024-1037 : Raimbert
- 1040-1046 : Richard Ier
- 1047-1089 : Thierry (ou Théodoric) qui s'oppose au pape Grégoire VII
- 1089-1107 : Richer (Richhar)

## XIIesiècle
- 1107-1114 : Richard II de Grandpré
- 1114-1117 : Mazon, administrateur
- 1117-1129 : Henri de Verdun, déposé au concile de Chalon de 1129[3].
- 1129-1131 : Ursion
- 1131-1156 : Albéron de Chiny
- 1156-1162 : Albert de Mercy
- 1163-1171 : Richard III de Crissey
- 1172-1181 : Arnoul de Chiny
- 1181-1186 : Henri II de Castres
- 1186-1208 : Albert II de Hierges (Hirgis)

## XIIIesiècle
- 1208-1217 : Robert I de Grandpré
- 1217-1224 : Jean Ier d’Apremont
- 1224-1245 : Raoul de Thourotte
- 1245-1245 : Guy Ier de Traignel (Traînel), fils de Garnier III de Traînel
- 1245-1247 : Guy II de Mellote (Mello)
- 1247-1252 : Jean II d'Aix
- 1253-1255 : Jacques I Pantaléon (le pape Urbain IV)
- 1255-1271 : Robert II de Médidan (Robert de Milan)
- 1271-1273 : Ulrich de Sarvay (Sarnay)
- 1275-1278 : Gérard de Gransee (Grandson)
- 1278-1286 : Henri III de Grançon (Grandson)
- 1289-1296 : Jacques II de Ruvigny (d’Apremont de Révigny)
- 1297-1302 : Jean III de Richericourt

## XIVesiècle
- 1303-1305 : Thomas de Blankenberg (de Blâmont), auquel il est fait allusion dans le Tournoi de Chauvency
- 1305-1312 : Nicolas Ier de Neuville
- 1312-1349 : Henri IV d'Aspremont (d’Âpremont)
- 1349-1351 : Otton de Poitiers
- 1352-1361 : Hugues III de Bar
- 1362-1371 : Jean IV de Bourbon-Montperoux
- 1371-1375 : Jean V de Dampierre Saint-Dizier
- 1375-1379 : Guy III de Roye
- 1380-1404 : Leobald de Cousance (ou Liébaurd)

## XVesiècle
- 1404-1419 : Jean VI de Sarrebruck
- 1419-1423 : Louis Ier de Bar († 1430), administrateur du diocèse
- 1423-1423 : Raymond
- 1423-1424 : Guillaume I de Montjoie
- 1424-1430 : Louis Ier de Bar († 1430), administrateur du diocèse
- 1430-1437 : Louis II de Haraucourt
- 1437-1449 : Guillaume II Fillâtre
- 1449-1456 : Louis II de Haraucourt
- 1457-1500 : Guillaume III de Haraucourt

## XVIesiècle
- 1500-1508 : Warry de Dommartin
- 1508-1522 : Louis III de Lorraine
- 1523-1544 : Jean VII de Lorraine, frère du précédent
- 1544-1547 : Nicolas II de Lorraine (1524 † 1577), neveu  du précédent, devient ensuite duc de Mercœur
- 1548-1575 : Nicolas III Psaume
- 1576-1584 : Nicolas IV Bousmard
- 1585-1587 : Charles I de Lorraine-Vaudémont (1561 † 1587), évêque de Toul de 1580 à 1587, fils de Nicolas de Lorraine, duc de Mercœur
- 1588-1593 : Nicolas V Boucher
- 1593-1610 : Henri dit Éric de Lorraine-Chaligny (1576 † 1623), fils de Nicolas de Lorraine, duc de Mercœur
  - 1593-1601 : Christophe de la Vallée, administrateur

## XVIIesiècle
- 1610-1622 : Charles II de Lorraine-Chaligny (1592 † 1631), neveu du précédent
- 1623-1661 : François I de Lorraine-Chaligny (1599 † 1672), frère du précédent
- 1667-1679 : Armand de Monchy d'Hocquincourt
- 1681-1720 : Hippolyte de Béthune

## XVIIIesiècle
- 1721-1754 : Charles-François d'Hallencourt de Dromesnil
- 1754-1769 : Aymar-Chrétien-François de Nicolaÿ
- 1770-1793 : Henri-Louis-René des Nos

- 1791-1801 : Jean-Baptiste Aubry (évêque constitutionnel de la Meuse, non reconnu par le Vatican)

## Évêquesconcordataires
- 1817-1820 : Guillaume-Aubin de Villèle
- 1823-1830 : Étienne-Bruno-Marie d'Arbou (eu)
- 1826-1831 : François-Joseph de Villeneuve-Esclapon
- 1832-1836 : Placide-Bruno Valayer
- 1836-1844 : Augustin-Jean Le Tourneur
- 1844-1866 : Louis IV Rossat
- 1867-1884 : Augustin Hacquard
- 1884-1887 : Jean-Natalis-François Gonindard
- 1887-1901 : Jean-Pierre Pagis
- 1901-1909 : Louis-Ernest Dubois

## XXesiècle
- 1910-1913 : Jean-Arthur Chollet
- 1914-1946 : Charles-Marie-André Ginisty
- 1946-1963 : Marie-Paul-Georges Petit
- 1963-1986 : Pierre Boillon
- 1987-1999 : Marcel Herriot

## XXIesiècle
- 2000-2014[4] : François Maupu
- depuis 2014 : Jean-Paul Gusching[4]